# Conflans-sur-Seine
Conflans-sur-Seine és un municipi francès, situat al departament del Marne i a la regió del Gran Est. L'any 2007 tenia 673 habitants.

## Demografia

### Població
El 2007 la població de fet de Conflans-sur-Seine era de 673 persones. Hi havia 300 famílies, de les quals 92 eren unipersonals (40 homes vivint sols i 52 dones vivint soles), 108 parelles sense fills, 88 parelles amb fills i 12 famílies monoparentals amb fills.
La població ha evolucionat segons el següent gràfic:
Habitants censats

### Habitatges
El 2007 hi havia 356 habitatges, 304 eren l'habitatge principal de la família, 28 eren segones residències i 24 estaven desocupats. 351 eren cases i 3 eren apartaments. Dels 304 habitatges principals, 240 estaven ocupats pels seus propietaris, 59 estaven llogats i ocupats pels llogaters i 5 estaven cedits a títol gratuït; 1 tenia una cambra, 10 en tenien dues, 59 en tenien tres, 115 en tenien quatre i 120 en tenien cinc o més. 235 habitatges disposaven pel capbaix d'una plaça de pàrquing. A 125 habitatges hi havia un automòbil i a 135 n'hi havia dos o més.

### Piràmide de població
La piràmide de població per edats i sexe el 2009 era:
| Homes | Edats   | Dones |
| ----- | ------- | ----- |
| 0     | 95 o +  | 4     |
| 0     | 90 a 94 | 4     |
| 0     | 85 a 89 | 8     |
| 8     | 80 a 84 | 8     |
| 4     | 75 a 79 | 16    |
| 16    | 70 a 74 | 32    |
| 16    | 65 a 69 | 16    |
| 20    | 60 a 64 | 24    |
| 16    | 55 a 59 | 8     |
| 20    | 50 a 54 | 20    |
| 20    | 45 a 49 | 32    |
| 20    | 40 a 44 | 12    |
| 36    | 35 a 39 | 16    |
| 28    | 30 a 34 | 32    |
| 20    | 25 a 29 | 20    |
| 20    | 20 a 24 | 20    |
| 20    | 15 a 19 | 24    |
| 4     | 10 a 14 | 40    |
| 20    | 5 a 9   | 24    |
| 32    | 0 a 4   | 12    |

## Economia
El 2007 la població en edat de treballar era de 404 persones, 299 eren actives i 105 eren inactives. De les 299 persones actives 263 estaven ocupades (145 homes i 118 dones) i 36 estaven aturades (15 homes i 21 dones). De les 105 persones inactives 51 estaven jubilades, 31 estaven estudiant i 23 estaven classificades com a «altres inactius».

### Ingressos
El 2009 a Conflans-sur-Seine hi havia 299 unitats fiscals que integraven 663,5 persones, la mediana anual d'ingressos fiscals per persona era de 17.435 €.

### Activitats econòmiques
Dels 19 establiments que hi havia el 2007, 3 eren d'empreses de construcció, 4 d'empreses de comerç i reparació d'automòbils, 3 d'empreses de transport, 3 d'empreses d'hostatgeria i restauració, 1 d'una empresa de serveis, 2 d'entitats de l'administració pública i 3 d'empreses classificades com a «altres activitats de serveis».
Dels 7 establiments de servei als particulars que hi havia el 2009, 1 era una oficina de correu, 1 funerària, 1 guixaire pintor, 1 fusteria, 1 lampisteria, 1 perruqueria i 1 restaurant.
L'únic establiment comercial que hi havia el 2009 era una carnisseria.
L'any 2000 a Conflans-sur-Seine hi havia 8 explotacions agrícoles que ocupaven un total de 190 hectàrees.

## Equipaments sanitaris i escolars
El 2009 hi havia 1 escola maternal i 1 escola elemental.

## Poblacions més properes
El següent diagrama mostra les poblacions més properes.